# Vasile-Mircea Cazacu
Vasile-Mircea Cazacu (n. 1 ianuarie 1943) este un deputat român în legislatura 1996-2000, ales în județul Dolj pe listele partidului —.